# Públio Cláudio Pulcro (cônsul em 184 a.C.)
Públio Cláudio Pulcro (em latim: Publius Claudius Pulcher) foi um político da gente Cláudia da República Romana eleito cônsul em 184 a.C. com Lúcio Pórcio Licino. Era filho de Ápio Cláudio Pulcro, cônsul em 212 e 197 a.C., e irmão de Ápio Cláudio Pulcro, cônsul no ano anterior, e de Caio Cláudio Pulcro, cônsul em 177 a.C..

## Biografia
Foi edil curul em 189 a.C. e pretor em 188 a.C. Em 184 a.C., foi eleito cônsul graças à forte interferência de seu irmão, o cônsul Ápio Cláudio Pulcro, que conduzia as eleições. Depois de eleito, enviou Ápio, à frente de uma embaixada, à Grécia com a dupla missão de espionar os movimentos de Filipe V da Macedônia, com quem Roma se preparava para lutar, e para arrebatar para o lado romano algumas cidades do Reino da Macedônia.
Em 181 a.C. foi um dos triúnviros coloniis deducendis, juntamente com Caio Calpúrnio Pisão e Caio Terêncio Istra, responsáveis pela fundação da colônia romana de Gravisca, na Etrúria.